# Sesswick

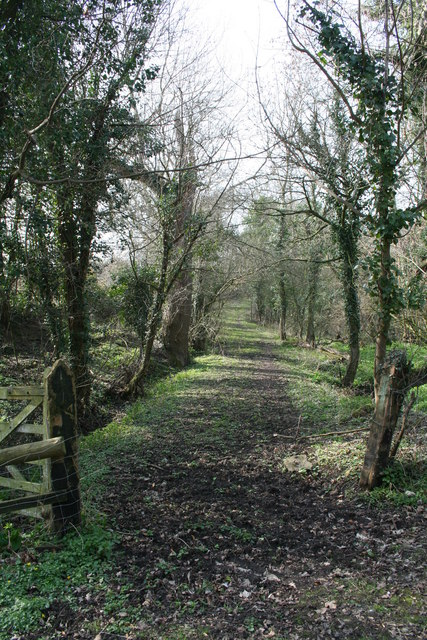
Uma trilha em uma floresta de Sesswick.

Sesswick é uma comunidade rural de governo local no borough e condado de Wrexham, Gales. Situa-se a sudeste de Wrexham e próximo a Marchwiel.
A área foi historicamente parte de Denbighshire, onde era uma das municipalidades da paróquia de Bangor Monachorum (Bangor-on-Dee). O município vizinho de Royton foi incorporada a ele em 1935.
O nome Sesswick, registrado como Sesewyke em 1286, é um dos nomes que indicam uma presença precoce inglesa nesta parte do nordeste de Gales; Possivelmente derivado do Inglês Antigo do nome pessoal "Seassa", juntamente com -wic, que significa "liquidação".   Entretanto, o historiador Wrexham Alfred Neobard Palmer, observou que o nome foi registrado como "Chespric" no Domesday Book de Cheshire e especulou que ele pode ter vindo de "Chadswick", em referência à terra no município sendo propriedade de São Chad, o primeiro bispo da Mércia.
A única vila localizada na comunidade é Cross Lanes: ele também inclui vários hamlets (embora nenhuma deles tenha o nome de Sesswick). No censo realizado em 2001, Sesswick teve uma população total de 591 em 236 famílias.